# Laxitextum
Laxitextum är ett släkte av svampar. Enligt Catalogue of Life ingår Laxitextum i familjen Hericiaceae, ordningen Russulales, klassen Agaricomycetes, divisionen basidiesvampar och riket svampar, men enligt Dyntaxa är tillhörigheten istället familjen Stereaceae, ordningen Russulales, klassen Agaricomycetes, divisionen basidiesvampar och riket svampar.
|            | Dentipellis |
|            | |
|            | Hericium |
|            | |
| Laxitextum | \| \| Laxitextum incrustatum \| \| \| \| \| \| Laxitextum lutescens \| \| \| \| \| \| Laxitextum bicolor \| \| \| \| |
|            | \| \| Laxitextum incrustatum \| \| \| \| \| \| Laxitextum lutescens \| \| \| \| \| \| Laxitextum bicolor \| \| \| \| |
|            | Laxitextum incrustatum                                                                                               |
|            | |
|            | Laxitextum lutescens                                                                                                 |
|            | |
|            | Laxitextum bicolor                                                                                                   |
|            | |

|  | Laxitextum incrustatum |
|  |                        |
|  | Laxitextum lutescens   |
|  |                        |
|  | Laxitextum bicolor     |
|  |                        |

## Bildgalleri

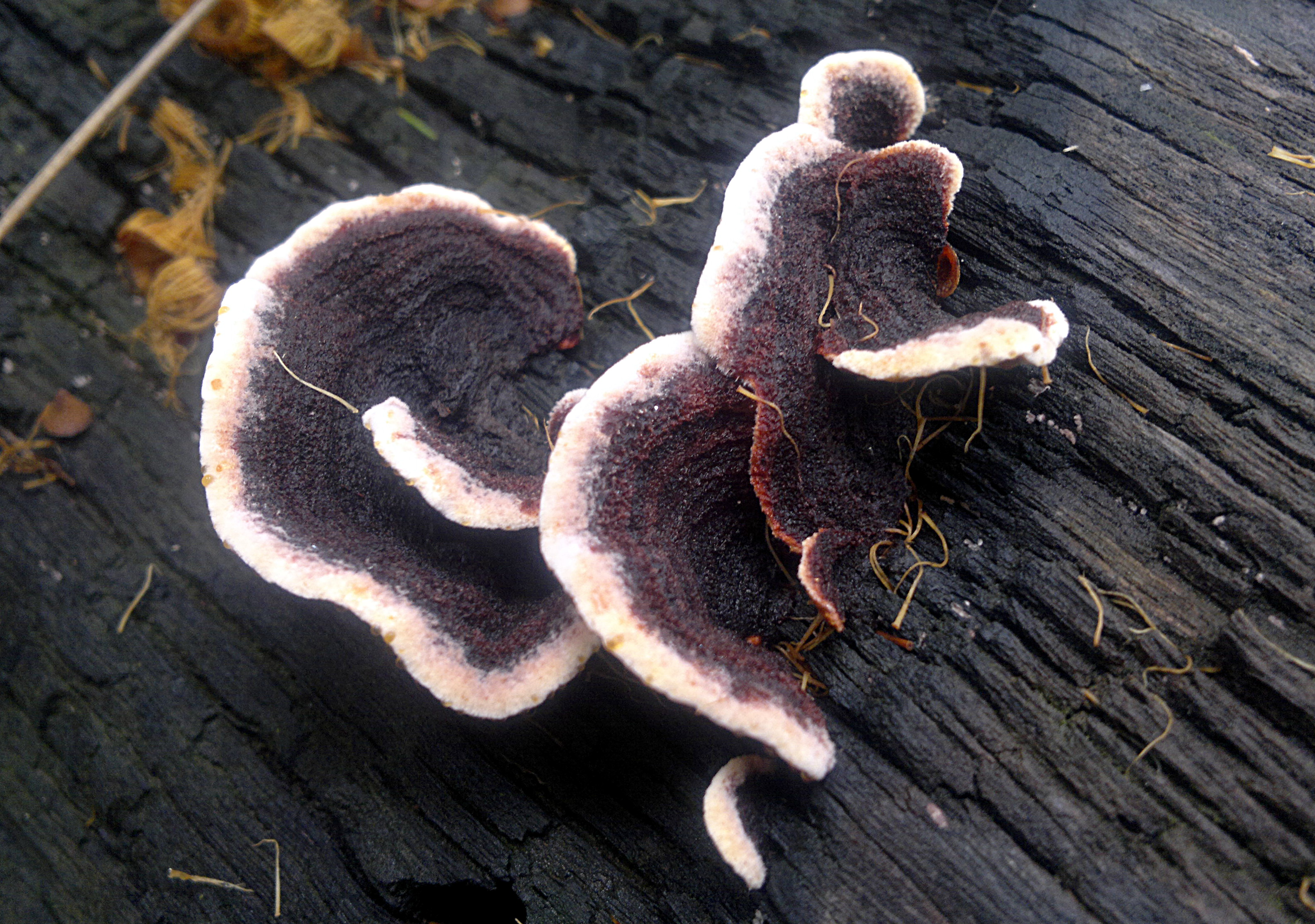
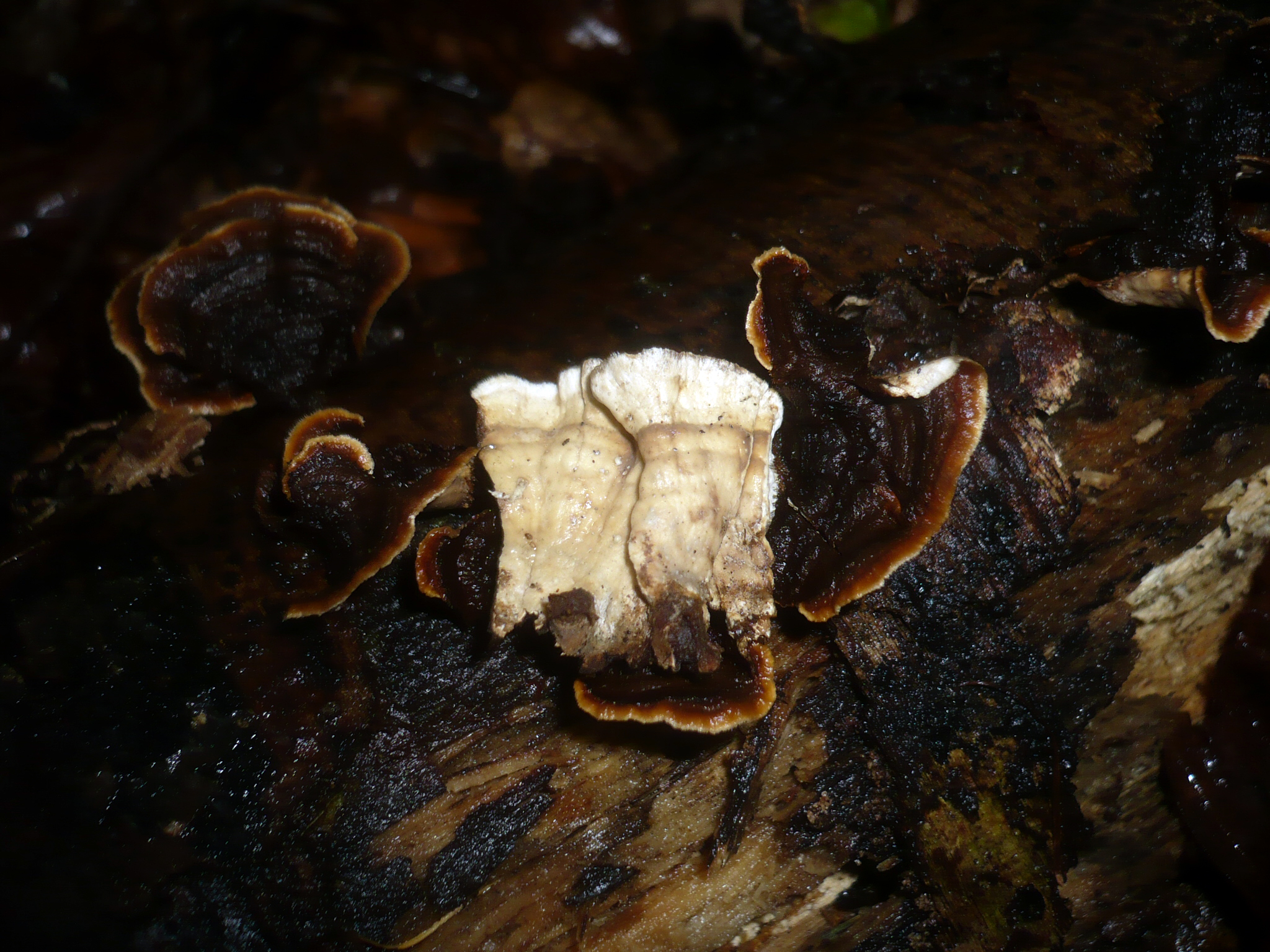